# Ray Donovan: The Movie
Ray Donovan: The Movie ist ein US-amerikanischer Fernsehfilm, der die Handlung der gleichnamigen Serie Ray Donovan zu einem Abschluss führt. Premiere feierte er am 14. Januar 2022 auf dem US-Kabelsender Showtime.

## Handlung
Der Film setzt die Ereignisse des Serienfinales fort und bringt die Geschichte rund um Ray und Mickey Donovan zu einem Ende.

## Produktion
Nach der plötzlichen Absetzung durch Showtime im Jahr 2020 äußerte sich Hauptdarsteller Liev Schreiber im Februar selbigen Jahres, dass eine Fortsetzung möglich wäre, jedoch Genaueres bisher nicht betrachtet wurde.
Nach der Ankündigung, dass die Serie per Fernsehfilm fortgesetzt werden würde, begannen später im Mai 2021 die Dreharbeiten in New York, wobei Teile auch in Boston und New Haven gedreht wurden.